# National Schifflange
El National Schifflange fue un equipo de fútbol de Luxemburgo que jugó en la División Nacional de Luxemburgo, la primera división de fútbol en el país.

## Historia
Fue fundado en el año 1912 en la ciudad de Schifflange y jugó en la segunda división donde terminó empatado en puntos con el US Rumelange y el FA Red Boys Differdange en la temporada 1919/20, por lo que jugó un desempate contra ellos y perdió la opción de ascender.
Al año siguiente logra el ascenso a la División Nacional de Luxemburgo pero pierde la categoría tras una temporada. Siete años después regresa a la División Nacional como campeón de segunda categoría, donde su estancia fue más larga hasta que descendió en 1934.
El club regresaría a la División Nacional luego de se expandiera la liga de 8 a 10 equipos, pasando por ascensos y descensos hasta que en 1938 juega la final de la Copa de Luxemburgo por primera vez donde perdió 0-1 contra el Stade Dudelange, pasando a cambiar su nombre por el de FK 1912 en 1940.
Tras la Segunda Guerra Mundial regresaron a su denominación original y llegaron mejores resultados para el club, obteniendo el subcampeonato de liga en 1949, el cual repitió en la siguiente temporada. En 1952 es campeón nacional por primera vez, pero después de eso el club tuvo temporada irregulares en los lugares intermedios de la clasificación hasta que desciende en 1957.
El club regresa a la División Nacional al año siguiente y en 1960 es campeón de copa por primera vez venciendo al Stade Dudelange 3-0 en la final. El club descendería nuevamente en 1960 y retornaría cinco años después, permaneciendo en la primera división nacional por tres temporadas hasta su descenso en 1974, siendo éste su último torneo en la máxima categoría, iniciando un proceso de caída libre que lo llevaría a jugar en la quinta división hasta que en 1987 asciende a la Primera División de Luxemburgo. En 1993 el club retornaría a la Éirepromotioun de donde descendería tras dos temporadas.
El club desaparecería en 1995 luego de fusionarse con el AS Schifflange para crear al FC Schifflange 95, completando una historia de 31 temporadas en la División Nacional de Luxemburgo.

## Palmarés
- División Nacional de Luxemburgo: 1

1952
- Éirepromotioun: 1

1928
- Copa de Luxemburgo: 1

1960